# Pech
|  | Aquest article tracta sobre el grup humà. Si cerqueu el municipi francès, vegeu «Puèg». |

Els pech són una ètnia que ha habitat el territori de l'actual Hondures des de fa més de tres mil anys, es creu que provenen d'Amèrica del Sud amb un origen txibtxa, van emigrar des de Colòmbia i van arribar fins a Hondures. Són 3.848 habitants i viuen als departaments de Gracias a Dios, Olancho i Colón.
El terme pech significa «gent», i es fa servir per referir-se a la seva societat; per parlar de les altres societats utilitzen pech-akuá que significa l'altra gent o el terme bulá que significa ladino.

## Història
El seu origen data de fa uns tres mil anys quan van arribar a Hondures on avui és el departament de Colón, després es van estendre a altres parts del territori.
Els pech es van oposar a la conquesta de les seves terres, van lluitar per evitar ser privats de la seva llibertat. Els espanyols els van anomenar despectivament payas, terme que va ser rebutjat pels pech perquè fa al·lusió a bàrbar, salvatge o incivilitzat.
Els espanyols es van aventurar a entrar en la Mosquitia en 1564, però a causa de la seva fèrria oposició van decidir que solament podrien conquistar-los utilitzant la religió catòlica.
Lehmann Stone i Epstein pensen que els pech habitaven les Illes de la Badia durant el segle xvii al costat de comerciants maies a causa que es van trobar artefactes similars als quals es van trobar també en territori pech en terra ferma i que alguns grups pech de terra ferma van anar a cristianitzar als pech de les Illes de la Badia.
Al segle xviii els pirates anglesos, francesos i holandesos es van aliar amb els miskitos, als qui els van donar armes de foc per obligar a indígenes com els pech a refugiar-se a l'interior d'Hondures. Els pech eren capturats pels miskitos i venuts com a esclaus a comerciants anglesos, a causa d'això la seva població va disminuir considerablement en poc temps.
Després de ser expulsats de les costes pels colonitzadors espanyols, els pech es van refugiar a les zones muntanyenques, conten els seus ancians que durant quatre segles es van amagar els pech dels colonitzadors i dels zambos per evitar ser venuts com a esclaus, a causa d'això es van convertir en un poble nòmada, d'aquesta forma van mantenir la seva cultura tradicional.
Actualment participen en la política per mitjà de la Federació de Tribus Pech d'Hondures (FETRIPH), creada en 1985 per tenir cura de les seves terres i conservar la seva cultura.
La tempesta tropical Gamma va afectar les seves terres i cultius es van perdre l'any 2005, a causa d'això durant algun temps van subsistir a força de plàtan i yuca a causa que no compten amb un centre d'emmagatzematge de grans i han estat oblidats pel govern. La cooperació espanyola els ha construït uns tres-cents habitatges petits de ciment i maó però ningú els va proporcionar catres ni llits perquè dormissin còmodament.

## Distribució
Els pechs es distribueixen en nou tribus (pobles), distribuïts així:
- Departament d'Olancho: 
  - Al municipi Dulce Nombre de Culmí = Agua Zarca, Culuco, Vallecito, Pueblo Nuevo, Subirana, Jocomico, Pisijire
  - Al Municipi de San Esteban = Santa María del Carbón
- Departament de Colón:
  - Al municipi de Trujillo = Silin i Moradel[2]
- Departament de Gracias a Dios:
  - En la reserva de la biosfera de Río Plátano = Las Marías.